# هربرت تايلور (سياسي)
هربرت تايلور (بالإنجليزية: Herbert Taylor)‏ هو سياسي أسترالي، ولد في 11 مايو 1885، وتوفي في 24 يوليو 1970.